# 葉海格納佐爾
39°45′40″N 45°20′00″E / 39.76111°N 45.33333°E

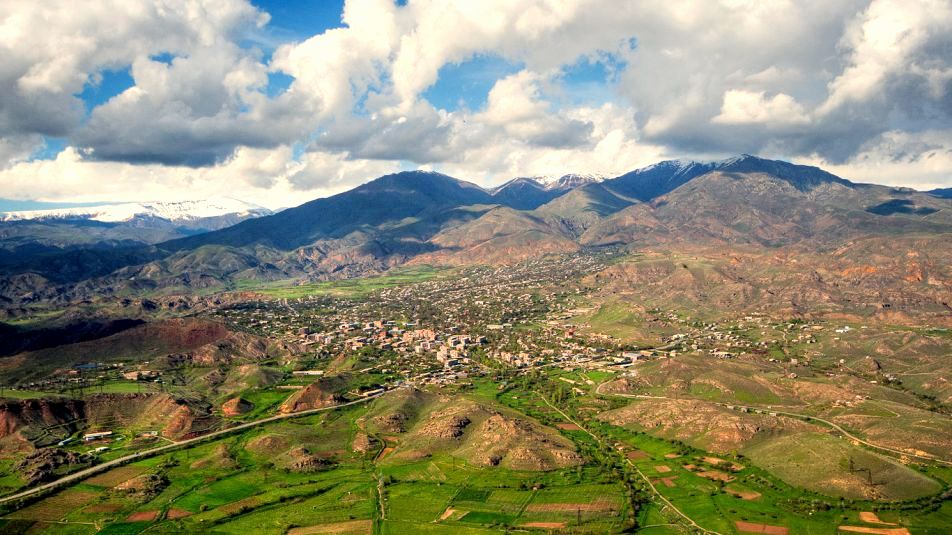
葉海格納佐爾

葉海格納佐爾（羅馬化：Yeghegnadzor，亞美尼亞語發音：[jɛʁɛɡnɑˈd͡zɔɾ]），是亞美尼亞瓦約茨佐爾州的城市，距離首都葉里溫123公里，面積40.8平方公里，海拔高度1,194米，主要經濟活動有建築業和工業，2009年人口8,357。

## 外部連結
- 官方网站  （亞美尼亞文）